# Grammy Awards 1980
La 22ª edizione dei Grammy Award si è tenuta il 27 febbraio 1980 presso lo Shrine Auditorium di Los Angeles. Condotta da Kenny Rogers, si tratta della prima edizione in cui è stata creata una categoria specifica per la musica rock, ed è inoltre l'unica edizione in cui è stato assegnato il premio per la miglior registrazione disco.

## Candidature

### Assoluti

#### Registrazione dell'anno
- What a Fool Believes - The Doobie Brothers; Ted Templeman (produttore)
- After the Love Has Gone - Earth, Wind & Fire; Maurice White (produttore)
- I Will Survive - Gloria Gaynor; Freddie Perren e Dino Fekaris (produttori)
- The Gambler - Kenny Rogers; Larry Butler (produttore)
- You Don't Bring Me Flowers - Barbra Streisand e Neil Diamond; Bob Gaudio (produttore)

#### Album dell'anno
- 52nd Street - Billy Joel
- Minute by Minute - The Doobie Brothers
- The Gambler - Kenny Rogers
- Bad Girls - Donna Summer
- Breakfast in America - Supertramp

#### Canzone dell'anno
- What a Fool Believes, scritta da Kenny Loggins e Michael McDonald, cantata dai The Doobie Brothers
- After the Love Has Gone, scritta da David Foster, Jay Graydon e Bill Champlin, cantata dagli Earth, Wind & Fire
- Chuck E.'s In Love, scritta e cantata da Rickie Lee Jones
- Honesty, scritta e cantata da Billy Joel
- I Will Survive, scritta da Dino Fekaris e Freddie Perren, cantata da Gloria Gaynor
- Minute by Minute, scritta da Lester Abrams e Michael McDonald, cantata dai The Doobie Brothers
- Reunited, scritta da Dino Fekaris e Freddie Perren, cantata da Peaches & Herb
- She Believes In Me, scritta da Steve Gibb, cantata da Kenny Rogers

#### Miglior artista esordiente
- Rickie Lee Jones
- The Blues Brothers
- Dire Straits
- The Knack
- Robin Williams

### Per l'infanzia

#### Miglior registrazione per l'infanzia
- The Muppet Movie: Original Soundtrack Recording
- Anne Murray Sings for the Sesame Street Generation - Anne Murray
- Sesame Disco
- The Stars Come out on Sesame Street
- You're in Love, Charlie Brown

### Classica

#### Miglior registrazione di un'orchestra classica
- Brahms: Symphonies (1-4) - Georg Solti e la Chicago Symphony Orchestra
- Zelenka: Orchestral Works (Complete) - Alexander Van Wijnkoop e la Camerata Bern
- Mahler: Symphony No. 4 in G Major - André Previn e la Pittsburgh Symphony Orchestra
- Ives: Three Places in New England - Dennis Russell Davies e la St. Paul Chamber Orchestra
- Sibelius: Four Legens from the Kalevala - Eugene Ormandy e la Philadelphia Orchestra
- Hoslt: The Planets - Georg Solti e la London Philharmonic Orchestra
- Rachmaninoff: Symphonies No. 2 in E Minor and No. 3 in A Minor - Leonard Slatkin e la Saint Louis Symphony

#### Miglior interpretazione vocale solista di musica classica
- O Sole Mio - Favorite Neapolitan Songs - Luciano Pavarotti e l'Orchestra di Bologna
- Mozart: Lieder - Elly Ameling
- Ravel: Chansons Madecasses - Jan DeGaetani
- Victoria de los Angeles in Concert - Victoria de los Ángeles
- Schubert: Lieder - Dietrich Fischer-Dieskau
- Mussorgsky: Songs - Yevgeny Nesterenko
- Lieder by Schubert and Richard Strauss - Leontyne Price
- Frederica von Stade Song Recital - Frederica von Stade

#### Miglior registrazione operistica
- Britten: Peter Grimes - Colin Davis, Heather Harper, Jonathan Summers, Jon Vickers e la Royal Opera House Orchestra

#### Miglior interpretazione corale di musica classica (opera esclusa)
- Brahms: A German Requiem - Georg Solti, Margaret Hills e la Chicago Symphony Orchestra & Chorus

#### Miglior interpretazione solista di musica classica con orchestra
- Bartók: Piano Cons. Nos. 1 & 2 - Claudio Abbado, Maurizio Pollini e la Chicago Symphony Orchestra
- Annie's Song and Other Galway Favourites - Charles Gerhardt, James Galway e la National Philharmonic Orchestra
- Chopin: Piano Concerto No. 1 in E Minor, Op. 11 - Carlo Maria Giulini, Krystian Zimerman e la Los Angeles Philharmonic Orchestra
- Horn Concertos by Joseph Haydn and Michael Haydn - Barry Tuckwell e la English Chamber Orchestra
- Isaac Stern and Jean-Pierre Rampal Play Vivaldi and Telemann - Isaac Stern, Jean-Pierre Rampal e la Jerusalem Music Centre Chamber Orchestra
- Mozart: Violin Concertos No. 3 and No. 5 - Herbert von Karajan, Anne-Sophie Mutter e la Berliner Philharmoniker
- Trumpet Concertos by Haydn, Teleman, Albinoni and Marcello - Jesús López Cobos, Maurice André e la London Philharmonic Orchestra

#### Miglior interpretazione strumentale solista di musica classica (senza orchestra)
- The Horowitz Concerts 1978/1979 - Vladimir Horowitz
- Bach: Goldberg Variations - Rosalyn Tureck
- Bach: Toccatas, Vol. 1 - Glenn Gould
- Boulez: Sonata for Piano No. 2 - Maurizio Pollini
- Debussy: Images, Books 1 and 2 - Paul Jacobs
- Franck: Prelude Chorale and Fugue for Piano; Bach-Busoni; Chaconne; Mozart; Rondo in A minor - Arthur Rubinstein
- Rzewski: The People United Will Never be Defeated - Ursula Oppens
- Scarlatti: Sonatas (12) - Igor Kipnis
- Villa-Lobos: Etudes and Suite Populaire Brasilienne - Julian Bream

#### Miglior interpretazione di musica da camera
- Copland: Appalachian Spring - Dennis Russell Davies e la St. Paul Chamber Orchestra
- Debussy: Quartet in G Minor; Ravel: Quartet in F - Tokyo String Quartet
- Dohnányi: Serenade, Op. 10; Beethoven: Serenade, Op. 8 - Itzhak Perlman, Lynn Harrell e Pinchas Zukerman
- Shostakovich: Quartets Nos. 5 and 6 - Fitzwilliam Quartet
- Brahms: Sonata in F Minor and F Major for Cello and Piano - Jacqueline du Pre e Daniel Barenboim
- Prokofiev: Sonatas for Violin and Piano - Itzhak Perlman e Vladimir Aškenazi
- Telemann: 6 Sonatas for 2 Flutes - Michael Debost e James Galway
- Vivaldi: 4 Flute Concertos - Yoshikazu Fukumura, the Koto Flute, Ransom Wilson e The New Koto Ensemble of Tokyo
- Berg: Chamber Concerto for Piano and Violin; 4 Pieces for Clarinet and Piano - Pierre Boulez, Daniel Barenboim, Pinchas Zukerman, Pay and Ensemble Inter-Contemporain
- Bolling: Suite for Violin and Jazz Piano - Pinchas Zukerman, Claude Bolling

#### Miglior album di musica classica
- Brahms: Symphonies (1-4) - Georg Solti e la Chicago Symphony Orchestra
- The Horowitz Concerto '78/79 - Vladimir Horowitz
- Britten: Peter Grimes - Colin Davis e la Royal Opera House Orchestra and Chorus
- Shostakovich: Lady Macbeth of Mtsensk - Mstislav Rostropovič e la London Philharmonic Orchestra
- Webern: The Complete Works of Anton Webern, Vol. 1 - Pierre Boulez, la London Symphony Orchestra, la Frankfurt Radio Orchestra e il Juilliard String Quartet
- Mussorgsky/Ravel: Pictures at an Exhibition; Stravinsky: The Firebird Suite - Riccardo Muti e la Philadelphia Orchestra

### Canzone umoristica

#### Miglior album umoristico
- Reality... What a Concept - Robin Williams
- Rubber Biscuit - The Blues Brothers
- Comedy Is Not Pretty! - Steve Martin
- Wanted: Live in Concert - Richard Pryor
- I Need Your Help, Barry Manilow - Ray Stevens

### Composizione e arrangiamento

#### Miglior composizione strumentale
- Superman Main Title Theme - John Williams

#### Miglior colonna sonora originale scritta per un film o uno speciale televisivo
- Superman - John Williams
- Alien - Jerry Goldsmith
- Apocalypse Now - Carmine Coppola, Francis Ford Coppola
- The Muppet Movie - Paul Williams, Kenny Ascher
- Ice Castles - Alan Parsons, Eric Woolfson, Marvin Hamlisch, Carole Bayer Sager

#### Miglior arrangiamento strumentale
- Soulful Strut - Claus Ogerman

#### Miglior arrangiamento strumentale e vocale
- What a Fool Believes - Michael McDonald

### Country

#### Miglior interpretazione vocale femminile di musica country
- Blue Kentucky Girl - Emmylou Harris
- We Should Be Together - Crystal Gayle
- Tell Me What It's Like - Brenda Lee
- Just for the Record - Barbara Mandrell
- I Will Survive - Billie Jo Spears

#### Miglior interpretazione vocale maschile di musica country
- The Gambler - Kenny Rogers
- Whiskey River - Willie Nelson
- Burgers and Fries/When I Stop Leavin' (I'll Be Gone) - Charley Pride
- Every Which Way but Loose - Eddie Rabbitt
- Family Tradition - Hank Williams Jr.

#### Miglior interpretazione vocale di un duo o gruppo di musica country
- The Devil Went Down to Georgia - The Charlie Daniels Band
- If I Said You Had a Beautiful Body Would You Hold It Against Me - The Bellamy Brothers
- All the Gold in California - Larry Gatlin & the Gatlin Brothers
- Heartbreak Hotel - Willie Nelson e Leon Russell
- All I Ever Need Is You - Kenny Rogers e Dottie West

#### Miglior interpretazione strumentale di musica country
- Big Sandy/Leather Britches - Doc Watson e Merle Watson
- Bluegrass Concerto - Osborne Brothers
- Fantastic Pickin' - Lester Flatt's Nashville Grass
- In Concert - Floyd Cramer
- Nashville Jam - Vassar Clements, Doug Jernigan, Jesse McReynolds, Buddy Spicher

#### Miglior canzone country
- You Decorated My Life - Kenny Rogers
- Chiseled in Stone - Vern Gosdin e Max D. Barnes
- I Couldn't Leave You If I Tried - Rodney Crowell
- She's No Lady - Lyle Lovett
- Streets of Bakersfield - Homer Joy

### Disco

#### Miglior registrazione disco
- I Will Survive - Gloria Gaynor
- Boogie Wonderland - Earth, Wind & Fire
- Da Ya Think I'm Sexy? - Rod Stewart
- Dim All the Lights - Donna Summer
- Don't Stop 'Til You Get Enough - Michael Jackson

### Folk

#### Miglior registrazione di musica etnica o tradizionale
- Muddy "Mississippi" Waters Live - Muddy Waters
- The Chieftains 7 - The Chieftains
- Ice Pickin' - Albert Collins
- Laugh Your Blues Away - Uncle Dave Macon
- Living Chicago Blues, Vol. 1 - Shaw and the Wolf Gang & Left Hand Frank and His Blues Band
- Living Chicago Blues, Vol. 3 - Lonnie Brooks Blues Band, Pinetop Perkins & Sons of Blues
- New England Traditional Fiddling - John Edwards Memorial Foundation
- New Orleans Jazz & Heritage Festival - Artisti vari
- So Many Roads - Otis Rush

### Gospel

#### Miglior interpretazione di musica gospel tradizionale
- Lift Up the Name of Jesus - Blackwood Brothers
- A Choral Concert of Love - Dottie Rambo Choir
- Breakout - Mercy River Boys
- Feelings - Rex Nelon Singers
- You Ain't Heard Nothing Yet! - Cathedral Quartet

#### Miglior interpretazione di musica gospel contemporanea
- Heed the Call - The Imperials
- Following You - Andrus, Blackwood and Company
- My Father's Eyes - Amy Grant
- All Things Are Possible - Dan Peek
- Never the Same - Evie

#### Miglior interpretazione di musica soul-gospel tradizionale
- Changing Times - Mighty Clouds of Joy
- For the Wrong I've Done - Willie Banks & the Messengers
- It's a New Day - James Cleveland & the Southern California Community Choir
- Try Jesus - Troy Ramey & the Soul Searchers

#### Miglior interpretazione di musica soul-gospel contemporanea
- I'll Be Thinking of You - Andraé Crouch
- Cassietta In Concert - Cassietta George
- Give Me Something to Hold On to - Myrna Summers
- More Than Magic - Bili Thedford
- Push for Excellence - Artisti vari
- Thank You - Kevin Yancy e il Fountain of Life Joy Choir

#### Miglior interpretazione di musica ispirazionale
- You Gave Me Love (When Nobody Gave Me a Prayer) - B. J. Thomas
- I'll Sing This Song for You - Mike Douglas
- Just the Way I Am - Pat Boone
- Band and Bodyworks - Noel Paul Stookey
- I Saw the Light - Willie Nelson e Leon Russell

### Incisioni storiche

#### Miglior ripubblicazione di un album storico
- Billie Holiday (Giants of Jazz) (Billie Holiday) - Jerry Korn e Michael Brooks (produttori)
- One Never Knows, Do One? The Best of Fats Waller (Fats Waller) - George Spitzer e Chick Crumpacker (produttori)
- Duke Ellington (Giants of Jazz) (Duke Ellington) - Jerry Korn e Michael Brooks (produttori)
- The Magical Music of Walt Disney (Artisti vari) - Dick Schory (produttore)
- A Tribute to E. Power Biggs (E. Power Biggs e altri) - Andrew Kazdin (produttore)

### Jazz

#### Miglior interpretazione strumentale jazz solista
- Jousts - Oscar Peterson

#### Miglior interpretazione strumentale jazz di un gruppo
- Duet - Chick Corea e Gary Burton

#### Miglior interpretazione strumentale jazz di una big band
- Duke Ellington at Fargo, 1940 Live - Duke Ellington

#### Miglior interpretazione vocale o strumentale di jazz fusion
- 8:30 - Weather Report
- Livin' Inside Your Love - George Benson
- Secret Agent - Chick Corea
- Three Works for Jazz Soloists and Symphony Orchestra - Don Sebesky
- Betcha - Stanley Turrentine

#### Miglior interpretazione vocale jazz
- Fine and Mellow - Ella Fitzgerald

### Latina

#### Miglior registrazione di musica latina
- Irakere - Irakere
- Cross Over - Fania All-Stars
- Touching You, Touching Me - Airto Moreira
- Eternos - Celia Cruz e Johnny Pacheco

### Spettacoli musicali

#### Miglior album di un cast di uno spettacolo
- Sweeney Todd: The Demon Barber of Fleet Street - Stephen Sondheim
- Ballroom
- The Grand Tour
- I'm Getting My Act Together and Taking It on the Road
- They're Playing Our Song

### Formati

#### Miglior package di un album
- Breakfast in America (Supertramp) - Mike Doud e Mick Haggerty
- Ramsey (Ramsey Lewis) - John Berg
- With Sound Reason (Sonny Fortune) - Lynne Dresse
- Near Perfect/Perfect (Martin Mull) - Ron Coro e Johnny Lee
- Morning Dance - (Spyro Gyra) - Peter Corriston
- Fear of Music (Talking Heads) - John Gillespie
- In Through the Out Door (Led Zeppelin) - Hipgnosis
- Chicago 13 (Chicago) - Tony Lane
- Look Sharp! (Joe Jackson) - Michael Ross

#### Migliori note di un album
- Charlie Parker: The Complete Savoy Sessions (Charlie Parker) - Bob Porter e James Patrick
- Giants of Jazz: Billie Holiday (Billie Holiday) - Melvin Maddocks
- Giants of Jazz: Duke Ellington (Duke Ellington) - Dan Morgenstern e Stanley Dance
- The Magical Music of Walt Disney (Artisti vari) - Dick Schory
- Hoagy Carmichael: A Legendary Performer and Composer (Hoagy Carmichael) - Richard M. Sudhalter

### Pop

#### Miglior interpretazione vocale pop femminile
- I'll Never Love This Way Again - Dionne Warwick
- I Will Survive - Gloria Gaynor
- Chuck E.'s in Love - Rickie Lee Jones
- Don't Cry Out Loud - Melissa Manchester
- Bad Girls - Donna Summer

#### Miglior interpretazione vocale pop maschile
- 52nd Street - Billy Joel
- Sad Eyes - Robert John
- She Believes in Me - Kenny Rogers
- Da Ya Think I'm Sexy? - Rod Stewart
- Up on the Roof - James Taylor

#### Miglior interpretazione vocale pop di un duo, gruppo o coro
- Minute by Minute - The Doobie Brothers
- Sail On - The Commodores
- Lonesome Loser - Little River Band
- You Don't Bring Me Flowers - Barbra Streisand e Neil Diamond
- Breakfast in America - Supertramp

#### Miglior interpretazione pop strumentale
- Rise - Herb Alpert
- An Evening of Magic - Chuck Mangione
- Manhattan - Zubin Mehta con la New York Philharmonic
- Music Box Dancer - Frank Mills
- Theme from Superman - John Williams

### Produzione e ingegneria del suono

#### Miglior produzione di una registrazione, non classica
- Breakfast in America (Supertramp) - Peter Henderson (ingegnere del suono)
- Cornerstone (Styx) - Rob Kingsland e Gary Loizzo (ingegneri del suono)
- Eve (The Alan Parsons Project) - Alan Parsons (ingegnere del suono)
- Just Friends (L.A. 4) - Phil Edwards (ingegnere del suono)
- Rickie Lee Jones (Rickie Lee Jones) - Tom Knox (ingegnere del suono)

#### Miglior produzione di una registrazione, musica classica
- Sondheim: Sweeney Todd - Anthony Salvatore (ingegnere del suono) e il cast originale con Angela Lansbury e Len Cariou

#### Produttore dell'anno
- Larry Butler
- Mike Chapman
- Quincy Jones
- Ted Templeman
- Maurice White

#### Produttore di musica classica dell'anno
- James Mallinson
- Marc Aubort & Joanna Nickrenz
- Paul Myers
- Andrew Kazdin
- Thomas Z. Shepard
- Vittorio Negri
- Robert Woods

### R&B

#### Miglior interpretazione vocale R&B femminile
- Déjà Vu - Dionne Warwick
- I Love You So - Natalie Cole
- Minnie - Minnie Riperton
- Knock on Wood - Amii Stewart
- Bad Girls - Donna Summer
- Ring My Bell - Anita Ward

#### Miglior interpretazione vocale R&B maschile
- Don't Stop 'Til You Get Enough - Michael Jackson
- Cruisin' - Smokey Robinson
- Don't Let Go - Isaac Hayes
- Love Ballad - George Benson
- Mama Can't Buy You Love - Elton John
- Some Enchanted Evening - Ray Charles

#### Miglior interpretazione vocale R&B di un duo, gruppo o coro
- After the Love Has Gone - Earth, Wind & Fire
- Ain't No Stoppin' Us Now - McFadden & Whitehead
- Midnight Magic - Commodores
- Reunited - Peaches & Herb
- We Are Family - Sister Sledge

#### Miglior interpretazione R&B strumentale
- Boogie Wonderland - Earth, Wind & Fire
- Land of Passion - Hubert Laws
- Ready or Not - Herbie Hancock
- Wave - Harvey Mason
- Wishing On a Star - Junior Walker

#### Miglior canzone R&B
- After the Love Has Gone, scritta da David Foster, Jay Graydon e Bill Champlin, eseguita da Earth, Wind & Fire
- Reunited, scritta da Dino Fekaris e Freddie Perren, eseguita da Peaches & Herb
- Ain't No Stoppin' Us Now, scritta da Gene McFadden, John Whitehead eJerry Cohen, eseguita da McFadden & Whitehead
- Deja Vu, scritta da Isaac Hayes ed Adrienne Anderson, eseguita da Dionne Warwick
- We Are Family, scritta da Nile Rodgers e Bernard Edwards, eseguita da Sister Sledge

### Rock

#### Miglior interpretazione vocale rock femminile
- Hot Stuff - Donna Summer
- Survivor - Cindy Bullens
- The Last Chance Texaco - Rickie Lee Jones
- You're Gonna Get What's Coming - Bonnie Raitt
- Vengeance - Carly Simon
- TNT - Tanya Tucker

#### Miglior interpretazione vocale rock maschile
- Gotta Serve Somebody - Bob Dylan
- Is She really Going Out with Him? - Joe Jackson
- Bad Case of Loving You (Doctor, Doctor) - Robert Palmer
- Blondes Have More Fun - Rod Stewart
- Dancin' Fool - Frank Zappa

#### Miglior interpretazione vocale rock di un duo o un gruppo
- Heartache Tonight - Eagles
- Briefcase Full of Blues - The Blues Brothers
- Candy-O - The Cars
- Sultans of Swing - Dire Straits
- My Sharona - The Knack
- Cornerstone - Styx

#### Miglior interpretazione rock strumentale
- Rockestra Theme - Paul McCartney & Wings
- Night of the Living Dregs - Dixie Dregs
- High Gear - Neil Larsen
- Pegasus - The Allman Brothers Band
- Rat Tomago - Frank Zappa

### Album parlati

#### Miglior album parlato
- Ages of Man - Readings From Shakespeare - John Gielgud